# ديواريك سبنسر
ديواريك سبنسر (بالإنجليزية: Dewarick Spencer)‏ مواليد 4 مايو 1982 في مقاطعة موبيل، هو لاعب كرة سلة أمريكي. بدأ مسيرته الاحترافية في سنة 2005. يبلغ طوله 6 قدم 4 بوصة (1.9 م).

## المسيرة الاحترافية
لعب مع فيرتوس بالاكانسترو بولونيا في موسم 2007–2008، ثم لعب مع نادي أنادولو إفيس لكرة السلة في سنة 2008، ثم لعب مع لو مان سارت باسكت في الدوري الفرنسي من سنة 2008 إلى 2010، ثم لعب مع نادي بوديفلنيك لكرة السلة في موسم 2010–2011، ثم لعب مع جيلين نورثيست تايجرز في الدوري الصيني في موسم 2012–2013.

## روابط خارجية
- ديواريك سبنسر على موقع الدوري الأوروبي لكرة السلة (الإنجليزية)
- ديواريك سبنسر على موقع كرة السلة الأوروبية.كوم (الإنجليزية)
- ديواريك سبنسر على موقع DraftExpress.com (الإنجليزية)
- ديواريك سبنسر على موقع كلية كرة السلة في سبورتس رفرنس.كوم (الإنجليزية)
- ديواريك سبنسر على موقع ريلجم (الإنجليزية)
- ديواريك سبنسر على موقع بروبوليرز (الإنجليزية)
- ديواريك سبنسر على موقع سبورتس رفرنس (الإنجليزية)